# Cantamoixona
Cantamoixona és una zona de camps de conreu del Pallars Jussà situat en el terme municipal de Conca de Dalt, a l'antic terme de Claverol, en terres del poble de Sant Martí de Canals.
Està situada a llevant de Sant Martí de Canals, a la dreta del barranc de Miret, al sud de Tarter i al nord-est de Murgulla. També queda al nord-oest de les Fonts i al nord de Martinatx.